# Championnats du monde d'escrime 1951
Navigation
Édition précédente Édition suivante
Les 7es championnats du monde d'escrime se déroulent à Stockholm.

## Médaillés
| Épreuves           | Or | Argent | Bronze |
| ------------------ | --- | --- | --- |
| Épée               | | | |
| Hommes individuel  | Edoardo Mangiarotti                                                                                                | Carlo Pavesi | Sven Fahlman |
| Hommes par équipes | France- Alain Bessèche - René Bougnol - Jacques Coutrot - Daniel Dagallier - Armand Mouyal - Armand Simon          | Italie- Roberto Battaglia - Dario Mangiarotti - Mario Mangiarotti (it) - Fiorenzo Marini - Carlo Pavesi                     | Suède- Per Carleson - Sven Fahlman - Carl Forssell - Rolf Julin - Bengt Ljungquist - Berndt-Otto Rehbinder                         |
| Fleuret            | | | |
| Hommes individuel  | Manlio Di Rosa | Edoardo Mangiarotti | Jéhan de Buhan |
| Hommes par équipes | France- René Bougnol - Jéhan de Buhan - Christian d'Oriola - Jacques Lataste - Claude Netter - Adrien Rommel       | Italie- Giancarlo Bergamini - Manlio Di Rosa - Edoardo Mangiarotti - Alessandro Mirandoli - Renzo Nostini - Giorgio Pellini | Royaume d'Égypte- Osmane Abdel Hafiz - Ahmed Abou-Shadi - Salah Dessouki - Hasan Hosni Taoufik - Mahmoud Yunes - Mohamed Zoulficar |
| Femmes individuel  | Ilona Elek | Karen Lachmann | Magdolna Nyári-Kovács |
| Femmes par équipes | France- Jacqueline Baudot - Odette Drand - Renée Garilhe - Françoise Gouny - Lylian Guyonneau - Thérèse Sanlaville | Hongrie- Ilona Elek - Margit Elek - Katalin Horváth - Magdolna Nyári - Ilona Sákovics - Ilona Vargha                        | Danemark- Ella Dam-Larsen - Solveig Jørgensen - Edith Knudsen - Kate Mahaut - Grete Olsen - Ulla Barding                           |
| Sabre              | | | |
| Hommes individuel  | Aladár Gerevich | Pál Kovács | Gastone Darè |
| Hommes par équipes | Hongrie- Tibor Berczelly - Aladár Gerevich - Pál Kovács - Endre Palócz - Károly Pesthy - László Rajcsányi          | Italie- Gastone Darè - Roberto Ferrari - Renzo Nostini - Vincenzo Pinton - Mauro Racca - Vittorio Stagni                    | Belgique- Gustave Ballister - Jean Henriet - François Heywaert - Ferdinand Jassogne - Marcel Van Der Auwera - Édouard Yves         |

## Tableau des médailles
| Rang | Nation           | Or | Argent | Bronze | Total |
| ---- | ---------------- | -- | ------ | ------ | ----- |
| 1    | Hongrie          | 3  | 2      | 1      | 6     |
| 2    | France           | 3  | 0      | 1      | 4     |
| 3    | Italie           | 2  | 5      | 1      | 8     |
| 4    | Danemark         | 0  | 1      | 1      | 2     |
| 5    | Suède            | 0  | 0      | 2      | 2     |
| 6    | Belgique         | 0  | 0      | 1      | 1     |
| .    | Royaume d'Égypte | 0  | 0      | 1      | 1     |